# Snetlage (Adelsgeschlecht)

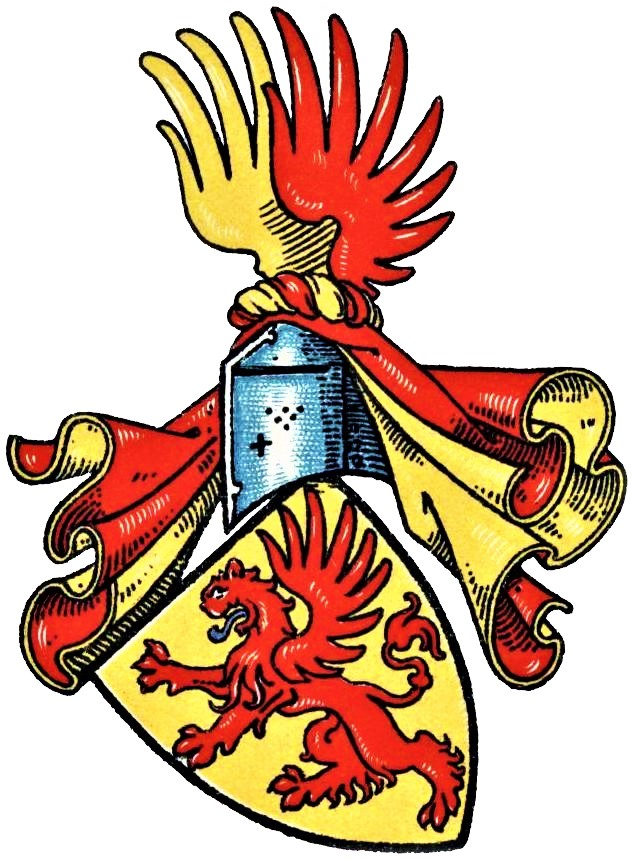
Wappen derer von Snetlage

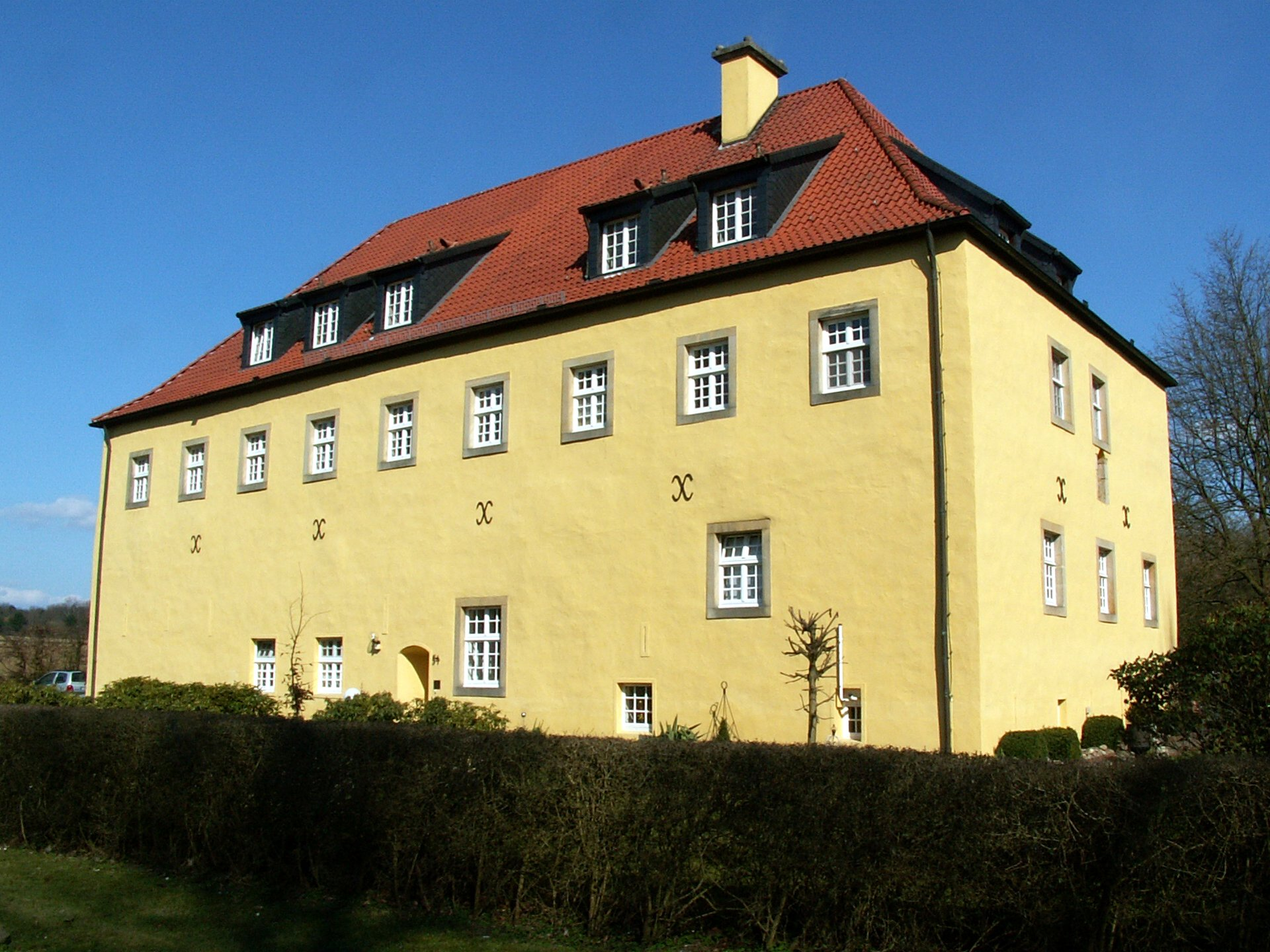
Haus Gartlage, Osnabrück

Snetlage (auch Schnetlage, Snethlage, Snedlage, Sneytlaghe, Snettlage o. ä.) ist der Name eines alten westfälisch-niedersächsischen Adelsgeschlechts. Die Herren von Snetlage gehörten dem osnabrückischen Landadel (Ritterstand) an. Die Familie ist Ende des 17. Jahrhunderts (1697) erloschen.

## Geschichte
Das Ministerialengeschlecht Snetlage gehörte schon 1226 zur tecklenburgischen Dienstmannschaft und tritt 1248 mit Burgmannen in Quakenbrück (Amt Fürstenau des Hochstifts Osnabrück) in Erscheinung. Der ursprüngliche Stammsitz war der Hof Schnetlage im Kirchspiel Löningen. Die Herren von Snetlage traten zunächst als gefürchtete Raubritter im Osnabrücker Nordland hervor. Sie verfügten über einige Güter und Wohnsitze, etwa die Burg Haslage, Herrlichkeit Wulften im Amt Iburg, das Gut Gartlage, das Rittergut Crollage (um 1496 bis 1510), den Rittersitz Lonne (Haus Lonne bei Bramsche, Kirchspiel Bippen) sowie Besitzungen im Oldenburgischen Land, Westerholte bei Ankum, Zetlage/Zerlaghe bei Freren und Berchfeld. Seit dem 16. Jahrhundert gehörte den Herren von Snetlage zudem der Burgmannensitz Kemnade. Die Familie stellte Amtmänner, Domherren, Domdekane, Pröbste, Ritter und Knappen sowie einen Komtur der Johanniterkommende Steinfurt, eine Äbtissin und eine als vermeintliche Hexe ermordete Person. Ein Zusammenhang mit der auf den Rektor der Tecklenburger Lateinschule, Wilhelm Snethlage (1565–1650), zurückgehenden bürgerlichen Familie Snethlage, die ein ähnliches Wappen führt, ist nicht zweifelsfrei zu belegen.
Als Familienmitglieder und Vorfälle erscheinen in Urkunden u. a.:
- 1251 die Gebrüder Johann und Engelbert von Snetlage, in einer Urkunde als Quakenbrücker Burgmannen genannt.
- 1309 Lambert von Schnetlage, 1303 bis 1314 als Probst des Stiftes Börstel, sein Bruder Hermann als Burgmann in Quakenbrück[8][9]
- 1347 belehnt Dietrich I. von Dalwigk, Abt zu Corvey, den Bernhard von Schnetlage (lebt 1365) mit dem Haupthofe zu Schnetlage, auch der Knappe Otto von Sneitlage wird dort belehnt.
- 1351 überträgt Graf Claus von Tecklenburg-Schwerin dem Knappen Engelbert van Snetlage das Wibben-Haus zu Anten im Kirchspiel Berge
- 1364 Erwerb des Zehnten zu Lechterke vom Knappen von Dorne, ein Lehngut des Grafen von Delmenhorst durch die Snetlage
- 1400 verkauft ein Otto von Snetlage das Vollerbe Schenke zu Bokel im Kirchspiel Bippen dem Probst zu Börstel[9]
- 1408 erwirbt ein Lambert von Snetlage den Burgsitz im Teichhaus zu Lonne und das Erbe Wolkering, 1426 wird er als Herr von Aselage erwähnt
- 1517 hielt Johann von Snetlage, mit Hermann von Dyncklage, Hermann Schwencken/Swencker (zu Fresenburg) und Wulfhard Dorgeloe, den Knappen Syze van Steenwyk auf dem Rittersitz Lonne gefangen
- Am 5. Juni 1534 kauft Johann von Snetlage für 1500 Goldgulden von seinem Vetter Johann von Sloen gen. Tribbe dessen Besitzungen in Bippen (Upman zu Dalum), Ankum und Schwagstorf, vor den Zeugen Alhard von Quernheim und dessen Sohn Jasper von Quernheim[10]
- 1522 Amelung von Snetlage ist 1522 Senior des Domkapitels zu Minden[6], sowie Osnabrücker Domherr und Domkantor um 1530
- 1558 bis 1563 verrenten Heinrich von Snetlage und seine Frau Gertrud ihr Erbe, unter anderem an ihren Vetter Hugo von Dincklage, Drost zu Cloppenburg
- 1568 Roleff von Snetlage, Domherr zu Minden, verkauft an Herbrodt von Langen u. a. eine Rente aus dem Hause Wulfften und aus dem Erbe Stüve und Haszberg zu Malbergen im Kirchspiel St. Johann
- 1597 Rudolf (Roleff) von Schnetlage und seine Frau Lucia verkaufen ihrem Leibeigenen Heinrich Ramemann und seiner Frau Anne, wohnhaft zu Hohne im Kirchspiel Lengerich, den Eikelkamp zu Hohne.[11]
- 1608 wird Anna von Snetlage als Hexe gefoltert und durch Feuer in Fürstenau hingerichtet[12]
- Gisbert Jürgen von Snetlage verkauft am 23. Juli 1621 die schuldenbelastete Burg Haslage an Heinrich von Werne zu Rastenburg (1577–1664)
- um 1651 wirkt Nikolaus Eberhard von Snetlage († 1697) als Hildesheimer Domherr[13]. 1675 kauft er Haus Gartlage. 1682 überträgt er den Besitz in Wulften an Gustav Bernhard Moltke und das Haus Lonne an Johann Adrian von Wendt, Domprobst zu Osnabrück, der es 1685 dem Bruder Jobst Dietrich von Wendt zu Holtfeld († 1714) vermacht.

## Wappen
In Gold ein roter Greif oder Flügellöwe. Auf dem bewulsteten Helm rechts ein goldener und ein roter Flügel. Die Helmdecken sind rot-gold.
Weitere Wappendarstellungen:

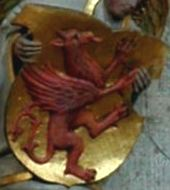
Wappen des Lambert von Snetlage, Judas-Figur im Dom Osnabrück
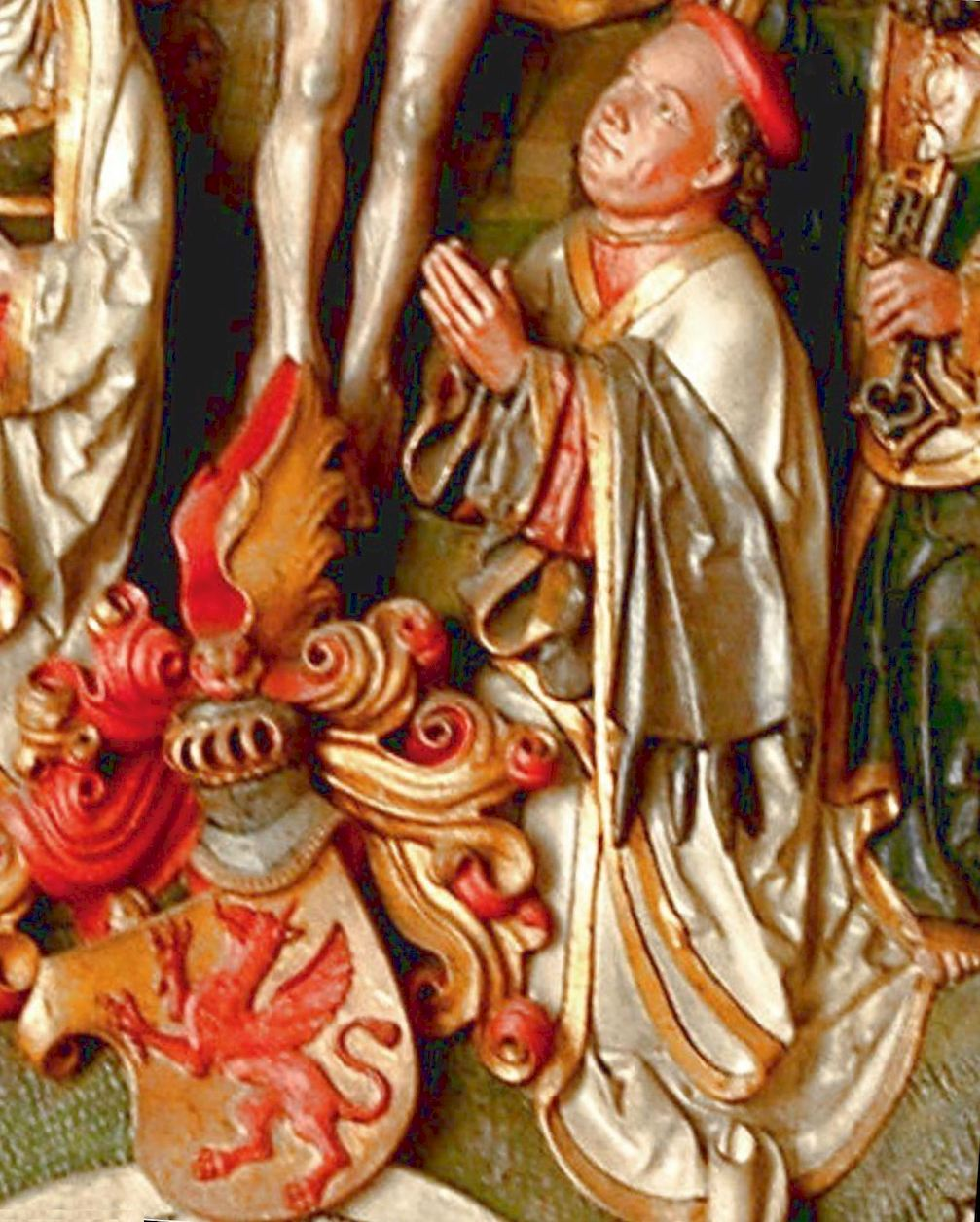
Snetlage-Epitaph im Dom Osnabrück
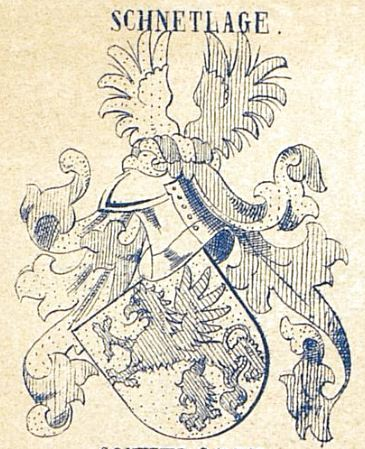
Wappen Schnetlage bei Siebmacher, 1872
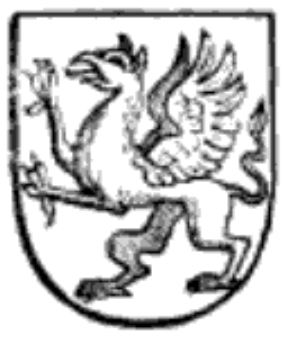
Wappen derer von Schnetlage bei Anton Fahne, 1858

## Stammbaum (Auszug, teils hypothetisch)
Lambert von Snetlage ⚭ Gosta N.N., erwähnt 1408 und 1426, verkauft 1397 Woestmann zu Anten im Kirchspiel Berge als Freigut
- Herbert von Snetlage, Herr von Rittergut Lonne (bei Bramsche, Kirchspiel Bippen) bis zu einer Fehde 1435
- Engelbert von Snetlage (ca. 1380–1466), Mitherr auf Lonne bis zu einer Fehde 1435; ⚭ (?) Leneke von Buck († n. 1466)
  - Engelbert II. von Snetlage (ca. 1414–1494); ⚭ (I) Leneke von Sutholte auf Haus Lonne
    - Herbort von Snetlage, 1488–1530 Komtur und Balior der Johanniterkommende Lage, 1510 auch als Komtur und Balior der Johanniterkommende Steinfurt genannt
      - (?) Herbordt von Snetlage, 1568 als Zeuge des Roleff von Snetlage, Domherr zu Minden, erwähnt

    - Wolter von Snetlage zu Lonne (1485 Knappe; † nach 1510), 1509 Drost und Amtmann zu Fürstenau; ⚭ Grete von Schwartewald/Swartewolt
      - Johann von Snetlage († ca. 1550), war 1512 Herr zu Haslage, Bocken und Soegeln, 1513 Wulften und Lonne, 1518 mit Pferden und Harnisch im Dienst der Landschaft Utrecht, 1534 von seinem Vetter des Johann von Sloen gen. Tribbe Kauf von Besitzungen in Bippen, Ankum und Schwagstorf; ⚭ Anna von Schade (Tochter des Heinrich von Schade und der Mechthild von Busche)
        - Heinrich von Snetlage, Ritter auf Kriegszügen im niederländischen Raum, Obrist, Herr zu Wulften und Eigner des größeren Anteils von Lonne († 1567); ⚭ Gertud von Holle (Tochter des Rudolf von Holle und der Kunigunde von Münchhausen a.d.H. Haddenhausen); deren Vetter war Hugo von Dincklage, 1558 Drost zu Cloppenburg[15]
          - Franziska Dorothea von Snetlage († 1617) ⚭ 1579 Luberdt von Wendt
          - Rudolf von Snetlage (*um 1537; † 1608 verarmt auf Burg Haslage), Student in Wittenberg[7] 1557, erhält 1567 die Güter Ahlen (Alen), Haslage und Wulften, 1568 Domherr zu Minden; ⚭ ca. 1563 Lucia von Amelunxen[16][17]
            - Nikolaus Eberhard, als Hildesheimer Domherr erw. 1617[16]
            - Gisbert Georg (Juergen) von Snetlage, ab 1600 Herr zu Wulften; verkauft 1621 Haslage, 1642 als Vetter des Rudolf von Schnetlage auf Lonne erwähnt; von Gisberts Söhnen überlebt nur
              - Nikolaus Eberhard II von Snetlage († 1697), Hildesheimer Domherr, erbt Wulften und Lonne. Mit ihm erlischt das Geschlecht derer von Snetlage[18]

          - Nicolaus (Claus) von Snetlage auf Lonne († 1596) ⚭ Ilse von Monnich zu Eickhoff (Tochter des Rudolf von Monnich und der Elisabeth von Brawe zu Harme)[19]
            - Rudolf von Snetlage auf Lonne († 1653), ca. 1602–1642 Erbgesessner zu Lonne ⚭ kinderlos mit Stine von Steinwick; letzter Namensträger der Linie Lonne
            - Anna von Snetlage; als Hexe mehrfach gefoltert und durch Feuer 1608 in Fürstenau hingerichtet; ⚭ (?) Franz de Almedo, Leutnant[6]

        - Petronella von Snetlage ⚭ 1528 Lambert von Budde (ca. 1495–1556), Sohn des Giseke von Budde zu Hange (1463–1534) und der Margarethe von Bar auf Barenau

    - Epitaph des Rudolf von Langen, Bad Holzhausen 1552. Wappen derer von Snetlage unten linksEngelbert von Snetlage; ⚭ Berteke von Haren (Tochter des Statius I. von Haren zu Crollage, 1437–1473)[20]
      - Statius von Snetlage, erw. 1509
      - Margarethe von Snetlage, erw. 1509
      - Leneke von Snetlage, erw. 1509
      - Geseke (Gese) von Snetlage, erw. 1508, 1548; ⚭ um 1510[4] Rudolf von Langen[21] (* n. 1474; † 1546), Herr zu Crollage und Lonne[22][23] (Sohn von Rudolf von Langen † 1494, und Dericke von Haren)[24]
        - Anna von Langen († 1591); ⚭ 1555 Kaspar von Haren auf Lahr und Hopen († um 1577)
          - Herbord von Haren, Herr auf Rabingen, Lahr und Hopen (Belehnung um 1579)

        - Herbort von Langen zu Ostkreyenborg, kaiserlicher Landsknechtführer († 1562)[4][25]; ⚭ Elise von Gröpelingen, 1563 belehnt[26]
          - Rudolf von Langen († 15. November 1552, im Kindesalter), Grabstein im Aufgang zum Kirchturm in Bad Holzhausen
          - Adam von Langen zu Crollage und Ost-Kreyenburg (1563 minderjährig; † 30. April 1610); Söldnerführer, 1588 Kläger am Reichskammergericht[27], 1604 verschuldet; ⚭ Sidonie Edle von Büren[4]
            - Anton von Langen († 1622), erw. 1. Dezember 1617 in Urkunde zum Erbzehnten zu Holthausen, als Pertinenz zum Haus Crollage; ⚭ Margarethe von Winter[28]

          - Anna Elisabeth von Langen, 1616; ⚭ Conrad Wilhelm von Selbach-Zeppenfeld

    - Lambert von Snetlage (ca. 1446–1526), Osnabrücker Domdekan, ab 1486 Inhaber der Herrlichkeit Wulften und des Hauses Haslage, die beide später als Erbe an seinen Neffen Johann von Snetlage fielen
    - Oden von Schnetlage, um 1484 Äbtissin zu Gravenhorst[29]
    - Amelung von Snetlage, Osnabrücker Domherr und Domkantor um 1522/30, Senior des Domkapitels zu Minden 1522[6]